# The Ladykillers
The Ladykillers (bra: Matadores de Velhinha; prt: O Quinteto da Morte) é um filme estadunidense de 2004 do gênero humor negro, dirigido por Ethan e Joel Coen.

## Sinopse
O professor G.H Dorr pretende assaltar um cassino em New Orleans e para isso se aloja na casa de uma velha senhora afirmando ser um músico e ter uma banda dedicada à música barroca, para isso, ele lidera um grupo de homens certamente caricatos, porém habilidosos, que se juntam a ele após cada um perder seu respectivo emprego, na intenção de que estes o ajudem a tomar o dinheiro do mesmo para si, podendo dividir entre eles quando a missão for cumprida. A localização do sobrado onde mora a velha senhora é próxima a um cassino e o plano é cavarem um túnel subterrâneo para furtá-lo, nisso o grupo aluga o porão da velhinha e conseguem seu intento. Porém, a velhinha descobre o plano deles e, sendo religiosa, decide denunciá-los, o que os leva a, como solução, eliminá-la. Uma tarefa que não se revela nada fácil.

## Elenco e personagens
- Tom Hanks .... G.H. Dorr, Ph. D, o idealizador do roubo ao cassino. Ele se apresenta como professor especialista em línguas antigas latinas e gregas, formado na  Universidade de Sorbonne na França. Ele também se diz professor de música na Universidade do Mississippi em Hattiesburg (na verdade a faculdade fica em Oxford (Mississippi)). Ele cita com frequência os poemas de Edgar Allan Poe.

- Irma P. Hall .... Marva Munson, uma negra idosa, obesa e religiosa viúva que tem um gato chamado Pickles e ama a música gospel, especialmente negro-spiritual. Ela odeia a música negra moderna, especialmente hip-hop ou, como ela o chama, "hippity-hop". Seu gato Pickles é certamente inquieto e vive fugindo de sua casa quando a porta da mesma é aberta, ás vezes subindo na árvore. Ela tem um grande quadro com o retrato de seu falecido marido logo acima de sua lareira.

- J. K. Simmons .... Garth Pancake, perito em demolições. É certamente impulsivo, entrando em atrito com Gawain MacSam devido às burradas constantes deste, já que o velho homem também é geralmente a vítima das consequências das mesmas burradas Ele tem uma parceira amorosa, a Mountain Girl.

- Marlon Wayans .... Gawain MacSam, bandido infiltrado no cassino. Um jovem rapaz amante de Hip-Hop que é geralmente repreendido por seu chefe devido á sua irresponsabilidade e seu jeito marrento de ser, mas sempre usa uma desculpa barata ou ameaça o gerente na intenção de evitar que este o demita, para assim garantir que sua missão de roubo juntamente com seus colegas, possa dar certo. Ele discute frequentemente com Garth Pancake, volta e meia sendo obrigado a ouvir as experiências históricas do mesmo, com as quais Gawain não se interessa nem um pouco.

- Ryan Hurst .... Lump Hudson, jogador de futebol americano não muito inteligente, que chama Dorr de "treinador" ou "professor". É o mais forte do grupo, geralmente sendo o maior encarregado do serviço pesado, mas por ser um tanto quanto burro, acaba cometendo inúmeros atos falhos e sendo repreendido pelo General, que volta e meia o estapeia.

- Tzi Ma .... o General chinês, especialista em cavar túneis, ofício que aprendeu durante a Guerra do Vietnam. Frio e calculista, é um homem de poucas palavras e fumante compulsivo, está sempre com um cigarro na boca.

- Diane Delano .... Mountain Girl, a parceira de Garth, uma senhora obesa de meia idade que trabalha em uma lanchonete e quando pode, ajuda Garth e seus companheiros na missão de roubar o cassino, porém sem saber do que se trata, já que Garth é incumbido de não revelar nada a ela.

- George Wallace .... xerife Wyner, o xerife displicente do distrito de Saucier.

- Stephen Root .... senhor Gudge, o dono do cassino Bandit Queen (Rainha dos Bandidos) e chefe de Gawain, certamente irritado com o jeito moleirão e irresponsável do mesmo.

- Bruce Campbell, faz uma participação especial, como em outros filmes dos Irmãos Coen.

## Recepção
No agregador de críticas Rotten Tomatoes, que categoriza as opiniões apenas como positivas ou negativas, o filme tem um índice de aprovação de 54% calculado com base em 193 comentários dos críticos. Entretanto, com as mesmas opiniões sendo calculadas usando uma média aritmética ponderada, a nota é 6,10/10 que é seguida do consenso: "O desempenho de Hanks no papel principal é inspirado, mas esta é uma oferta relativamente menor dos irmãos Coen". Já no agregador Metacritic, que calcula as notas usando somente uma média aritmética ponderada a partir das avaliações de 40 críticos que escrevem em maioria para a imprensa tradicional, o filme tem uma pontuação de 56 entre 100, com a indicação de "revisões mistas ou neutras".
O público pesquisado pelo CinemaScore deu ao filme uma nota C na escala de A a F.

## Trilha sonora
Carter Burwell contrinuou sua colaboração com o Irmãos Coen e assinou a trilha sonora de The Ladykillers. São muitos ritmos afroamericanos e música gospel, com produção de T Bone Burnett (ele trabalhou no álbum do filme The Big Lebowski e a trilha sonora de O Brother, Where Art Thou?, outros filmes dirigidos pelos Coen).
Similar ao trabalho de O Brother, Burnett escolheu um mix de canções de artistas como Blind Willie Johnson, The Soul Stirrers, Swan Silvertones e Bill Landford & The Landfordaires (o grupo dos anos de 1950 sampleado por Moby de God's Gonna Cut You Down), além de incluir gravações de artistas da música negra contemporânea tais como  Donnie McClurkin, Rose Stone, Bill Maxwell e coro de igreja, montado especialmente para o filme. As canções de Hip hop são de Nappy Roots e Little Brother.
A trilha sonora muda a ambientação do filme original de 1955, quando a música ouvida era a clássica.

### Canções
1. "Come, Let Us Go Back to God" (The Soul Stirrers) – 2:50
2. "Trouble of This World (Coming Home)" (Nappy Roots) – 3:48
  - Coro de Rose Stone, Freddie Stone e Lisa Stone
3. "Let Your Light Shine on Me" (The Venice Four com Rose Stone e o coro de Abbot Kinney Lighthouse) – 6:43
4. "Another Day, Another Dollar" (Nappy Roots) – 3:48
5. "Jesus I'll Never Forget" (The Soul Stirrers) – 2:36
6. "Trouble in, Trouble Out" (Nappy Roots) – 4:04
7. "Trouble of This World" (Bill Landford & The Landfordaires) – 2:45
  - Não cantada no filme
8. "Come, Let Us Go Back to God" (Donnie McClurkin) – 4:33
9. "Weeping Mary" (Rosewell Sacred Harp Quartet) – 2:41
10. "Sinners" (Little Brother) – 4:25
11. "Troubled, Lord I'm Troubled" (Bill Landford & The Landfordaires) – 2:58
12. "You Can't Hurry God" (Donnie McClurkin) – 2:26
13. "Any Day Now" (The Soul Stirrers) – 2:28
14. "Trouble of This World" (Rose Stone e the Venice Four e o coro de Abbot Kinney Lighthouse) – 2:55
15. "A Christian's Plea" (Swan Silvertones) – 2:23
16. "Let Your Light Shine on Me" (Blind Willie Johnson) – 3:07
17. "Let the Light from the Lighthouse Shine on Me" (Rose Stone e the Venice Four e o coro de  Abbot Kinney Lighthouse) – 1:42
18. "Yes" (Coro de Abbot Kinney Lighthouse com Kristle Murden) – 5:29

### Outras canções do filme
- "Minueto" (terceiro movimento) de "String Quintet in E, Op. 13 No. 5", de Luigi Boccherini, referência ao som do filme original.[8]